# Jomalaöjen
Jomalaöjen este o arie protejată (sit de importanță comunitară — SCI) din Finlanda întinsă pe o suprafață de 15,6 ha, integral pe uscat.

## Localizare
Centrul sitului Jomalaöjen este situat la coordonatele 60°10′56″N 20°00′51″E / 60.18223°N 20.01424°E.

## Înființare
Situl Jomalaöjen a fost declarat sit de importanță comunitară în octombrie 2020 pentru a proteja un număr necunoscut de specii din flora spontană și fauna sălbatică aflate în arealul zonei.

## Biodiversitate
Situată în ecoregiunea boreală, aria protejată conține 7 habitate naturale: Păduri fino-scandinave bogate în ierburi cu Picea abies, Mlaștini împădurite, Taiga vestică, Pante stâncoase silicioase cu vegetație casmofită, Păduri caducifoliate bătrâne naturale hemiboreale fino-scandinave (Quercus, Tilia, Acer, Fraxinus sau Ulmus) bogate în specii epifite, Pajiști uscate seminaturale și facies de acoperire cu tufișuri pe substraturi calcaroase (Festuco-Brometalia) (* situri importante pentru orhidee), Păduri pe pante, grohotișuri și ravene de Tilio-Acerion.
La baza desemnării sitului se află un număr nedeclarat de specii protejate.
Pe lângă speciile protejate, pe teritoriul sitului au mai fost identificate 17 specii de plante, 5 specii de păsări, 1 specie de mamifere, 4 specii de nevertebrate, 6 specii de pești.